# Polinização

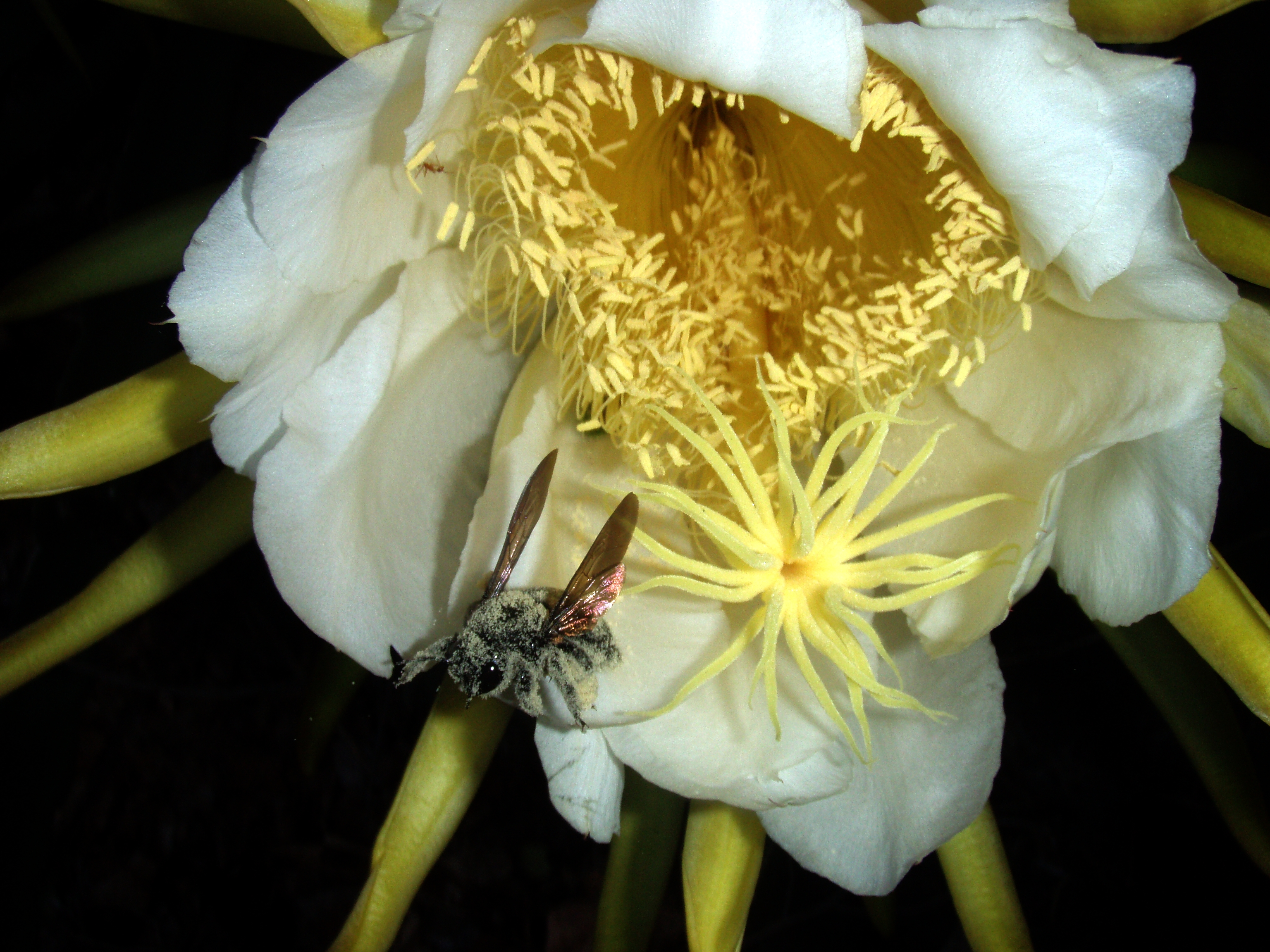
Abelha carpinteira fêmea com pólen coletado de um Cereus que floresce à noite

Polinização é a transferência de pólen de uma antera de uma planta para o estigma de uma planta, permitindo posteriormente a fertilização e a produção de sementes, na maioria das vezes por um animal ou pelo vento. Agentes polinizadores podem ser animais como insetos, pássaros e morcegos; água; vento; e até as próprias plantas, quando a autopolinização ocorre dentro de uma flor fechada. A polinização geralmente ocorre dentro de uma espécie. Quando a polinização ocorre entre espécies, ela pode produzir descendentes híbridos na natureza e no trabalho de melhoramento de plantas.

Diagrama ilustrando o processo de polinização

Nas angiospermas, após o grão de pólen (gametófito) ter pousado no estigma, ele germina e desenvolve um tubo polínico que desce pelo estilete até atingir um ovário. Seus dois gametas viajam pelo tubo até onde o(s) gametófito(s) contendo os gametas femininos são mantidos dentro do carpelo. Depois de entrar na célula do óvulo através da micrópila, um núcleo masculino se funde com os corpos polares para produzir os tecidos do endosperma, enquanto o outro se funde com o óvulo para produzir o embrião. Daí o termo: "dupla fertilização". Esse processo resultaria na produção de uma semente, feita de tecidos nutritivos e embrião.
Nas gimnospermas, o óvulo não está contido em um carpelo, mas exposto na superfície de um órgão de suporte dedicado, como a escama de um cone, de modo que a penetração no tecido do carpelo é desnecessária. Os detalhes do processo variam de acordo com a divisão das gimnospermas em questão. Dois modos principais de fertilização são encontrados nas gimnospermas: as cicadáceas e o Ginkgo têm espermatozoides móveis que nadam diretamente para o óvulo dentro do óvulo, enquanto as coníferas e gnetófitas têm espermatozoides incapazes de nadar, mas são conduzidos ao óvulo ao longo de um tubo polínico.
O estudo da polinização abrange muitas disciplinas, como botânica, horticultura, entomologia e ecologia. O processo de polinização como uma interação entre flor e vetor de pólen foi abordado pela primeira vez no século XVIII por Christian Konrad Sprengel. É importante na horticultura e na agricultura, porque a frutificação depende da fertilização: o resultado da polinização. O estudo da polinização por insetos é conhecido como antecologia. Há também estudos em economia que analisam os pontos positivos e negativos da polinização, com foco nas abelhas, e como o processo afeta os próprios polinizadores.

## Métodos
A polinização pode ser biótica ou abiótica. A polinização biótica depende de polinizadores vivos para mover o pólen de uma flor para outra. A polinização abiótica depende do vento, da água ou mesmo da chuva.

### Polinização biótica

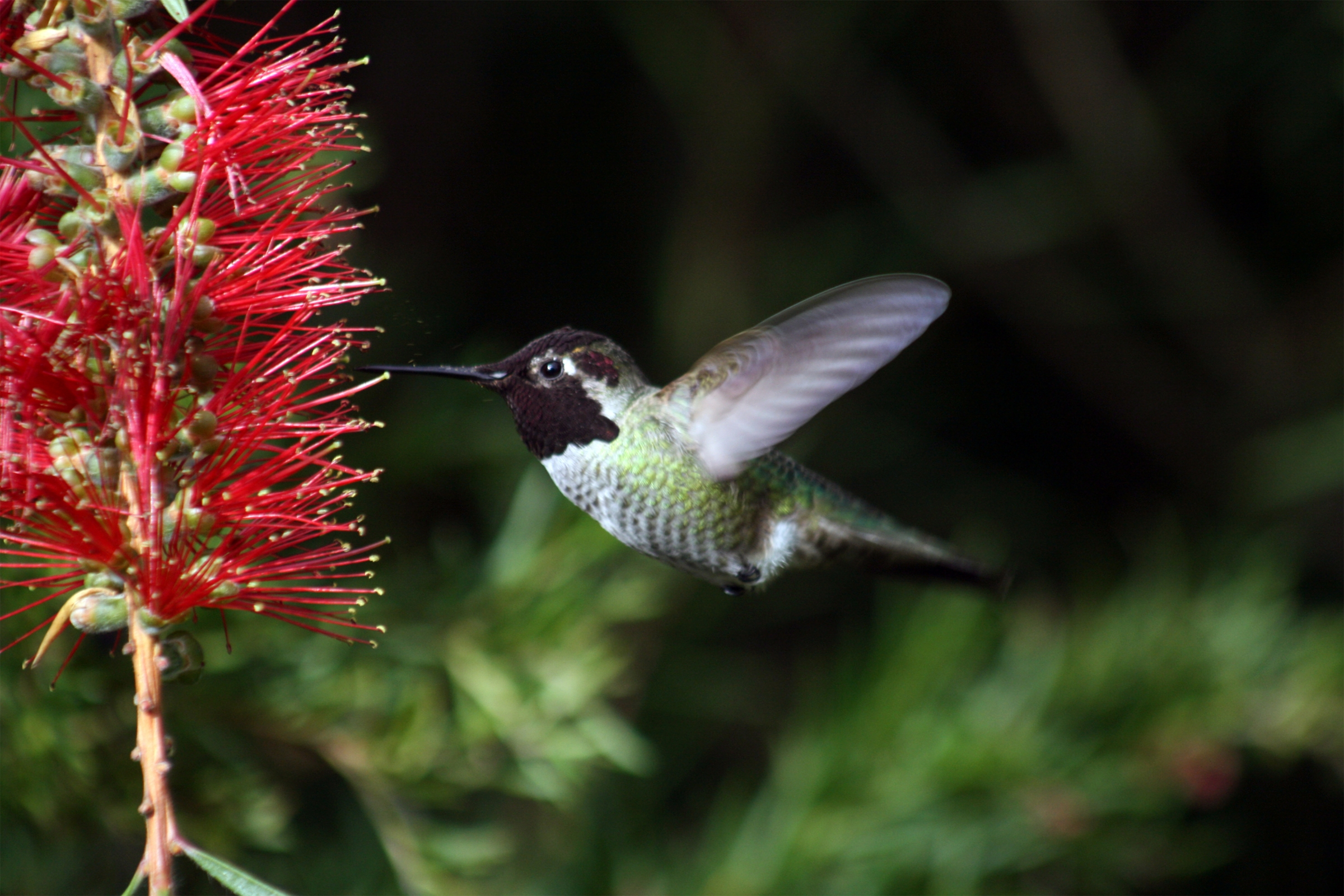
Beija-flores normalmente se alimentam de flores vermelhas

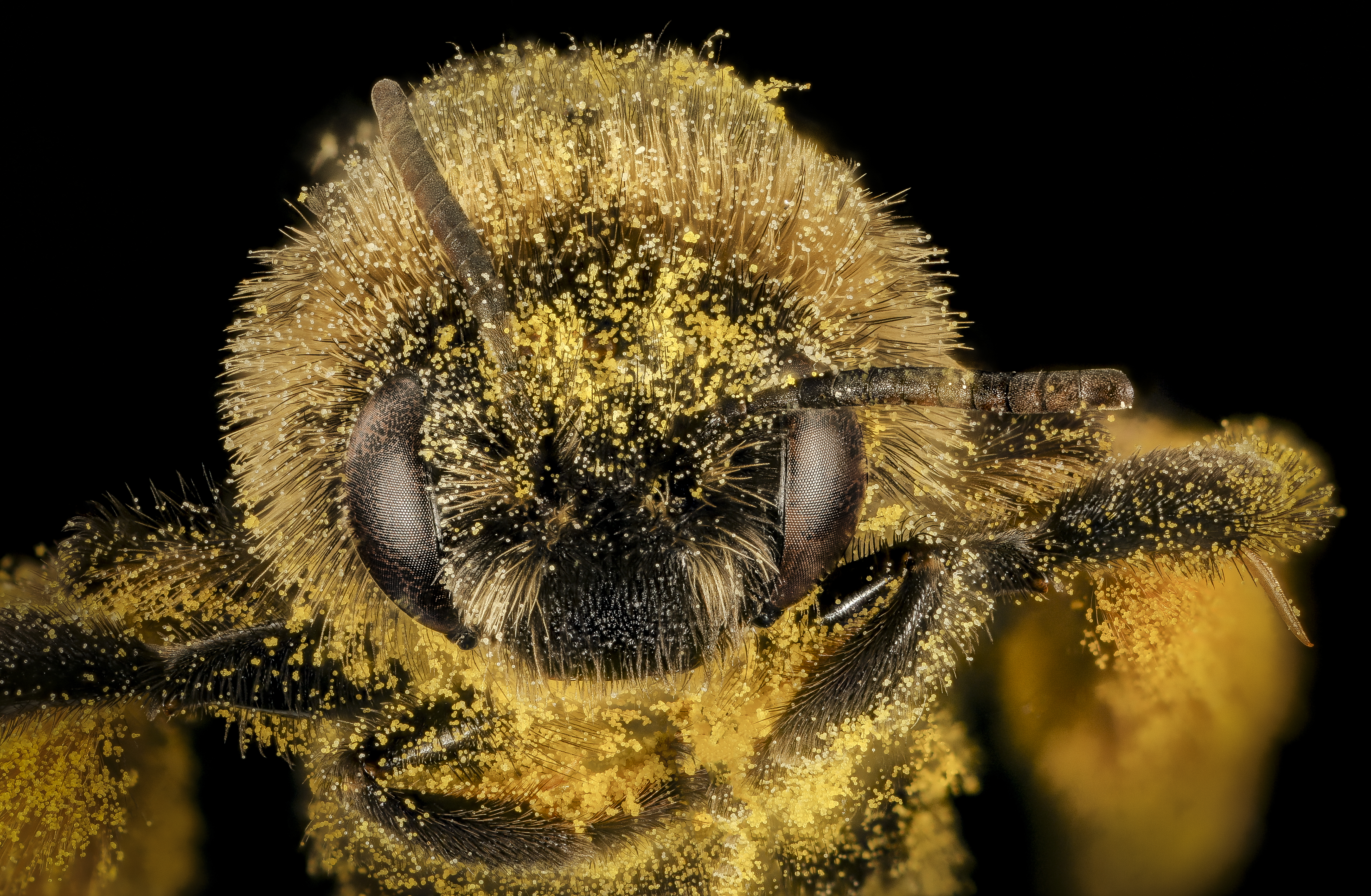
Uma abelha (Mellisodes desponsus) coberta de pólen

Cerca de 80% das angiospermas dependem da polinização biótica, também chamados de vetores de pólen: organismos que carregam ou movem os grãos de pólen da antera de uma flor para a parte receptiva do carpelo ou pistilo (estigma) de outra. Entre cem mil e duzentas mil espécies de animais atuam como polinizadores das 250 mil espécies de plantas com flores do mundo. A maioria desses polinizadores são insetos, mas cerca de mil e quinhentas espécies de pássaros e mamíferos visitam flores e podem transferir pólen entre elas. Além das aves e morcegos que são os visitantes mais frequentes, estes incluem macacos, lêmures, esquilos, roedores e gambás.
A entomofilia, polinização por insetos, geralmente ocorre em plantas que desenvolveram pétalas coloridas e um cheiro forte para atrair insetos como abelhas, vespas e, ocasionalmente, formigas (Hymenoptera), besouros (Coleoptera), mariposas e borboletas (Lepidoptera) e moscas (Diptera). A existência da polinização por insetos remonta à era dos dinossauros.
A polinização é também é realizada por vertebrados, como pássaros e morcegos, particularmente beija-flores, sunbirds, caçadores de aranhas, comedores de mel e morcegos frugívoros. Ornitofilia ou polinização por pássaros é a polinização de plantas com flores por pássaros. Quiropterofilia ou polinização por morcegos é a polinização de plantas com flores por morcegos. Plantas adaptadas para usar morcegos ou mariposas como polinizadores geralmente têm pétalas brancas, perfume forte e flores à noite, enquanto plantas que usam pássaros como polinizadores tendem a produzir néctar copioso e têm pétalas vermelhas.
Insetos polinizadores, como abelhas melíferas (Apis spp.), zangões (Bombus spp.), e borboletas (por exemplo, Thymelicus flavus) foram observados se engajando na constância da flor, o que significa eles são mais propensos a transferir pólen para outras plantas da mesma espécie. Isso pode ser benéfico para os polinizadores, pois a constância da flor evita a perda de pólen durante voos interespecíficos e os polinizadores obstruem os estigmas com pólen de outras espécies de flores. Também melhora a probabilidade de o polinizador encontrar flores produtivas facilmente acessíveis e reconhecíveis por pistas familiares.
Algumas flores têm mecanismos especializados para capturar polinizadores para aumentar a eficácia. Outras flores atraem polinizadores pelo odor. Por exemplo, espécies de abelhas como Euglossa cordata são atraídas pelas orquídeas dessa forma, e foi sugerido que as abelhas ficarão intoxicadas durante essas visitas às flores da orquídea, que duram até noventa minutos. No entanto, em geral, as plantas que dependem de vetores de pólen tendem a ser adaptadas ao seu tipo específico de vetor, por exemplo, espécies polinizadas durante o dia tendem a ser coloridas, mas se forem polinizadas principalmente por pássaros ou mamíferos especializados, elas tendem a ser maiores e têm maiores recompensas de néctar do que as espécies estritamente polinizadas por insetos. Eles também tendem a distribuir suas recompensas por períodos mais longos, tendo longas temporadas de floração; seus polinizadores especializados provavelmente morreriam de fome se a temporada de polinização fosse muito curta.
Quanto aos tipos de polinizadores, os répteis são conhecidos, mas formam uma minoria na maioria das situações ecológicas. Eles são mais frequentes e ecologicamente mais significativos em sistemas insulares, onde as populações de insetos e, às vezes, também de aves podem ser instáveis e menos ricas em espécies. A adaptação à falta de alimento animal e à pressão predatória pode, portanto, favorecer que os répteis se tornem mais herbívoros e mais propensos a se alimentar de pólen e néctar. A maioria das espécies de lagartos nas famílias que parecem ser significativas na polinização parecem carregar pólen apenas incidentalmente, especialmente as espécies maiores, como Varanidae e Iguanidae, mas especialmente várias espécies de Gekkonidae são polinizadores ativos, assim como pelo menos uma espécie de Lacertidae, Podarcis lilfordi, que poliniza várias espécies, mas em particular é o principal polinizador de Euphorbia dendroides em várias ilhas do Mediterrâneo.
Os mamíferos geralmente não são considerados polinizadores, mas alguns roedores, morcegos e marsupiais são polinizadores significativos e alguns até se especializam em tais atividades. Na África do Sul, certas espécies de Protea (em particular Protea humiflora, P. amplexicaulis , P. subulifolia, P. decurrens e P. cordata) são adaptadas à polinização por roedores (particularmente Protea humiflora, P. amplexicaulis, P. subulifolia, P. decurrens e P. cordata) são adaptadas à polinização por roedores (particularmente Cape Spiny Mouse, Acomys subspinosus) e musaranhos-elefante (espécies de Elephantulus). As flores nascem perto do solo, têm cheiro de fermento, não são coloridas, e os pássaros solares rejeitam o néctar com seu alto teor de xilose. Os ratos aparentemente conseguem digerir a xilose e comem grandes quantidades de pólen. Na Austrália, foi demonstrada a polinização por mamíferos voadores, planadores e terrestres. Exemplos de vetores de pólen incluem muitas espécies de vespas, que transportam pólen de muitas espécies de plantas, sendo polinizadores potenciais ou mesmo eficientes.

### Polinização abiótica
A polinização abiótica usa métodos não vivos, como vento e água, para mover o pólen de uma flor para outra. Isso permite que a planta gaste energia diretamente no pólen, em vez de atrair polinizadores com flores e néctar. A polinização pelo vento é mais comum entre a polinização abiótica.

#### Pelo vento

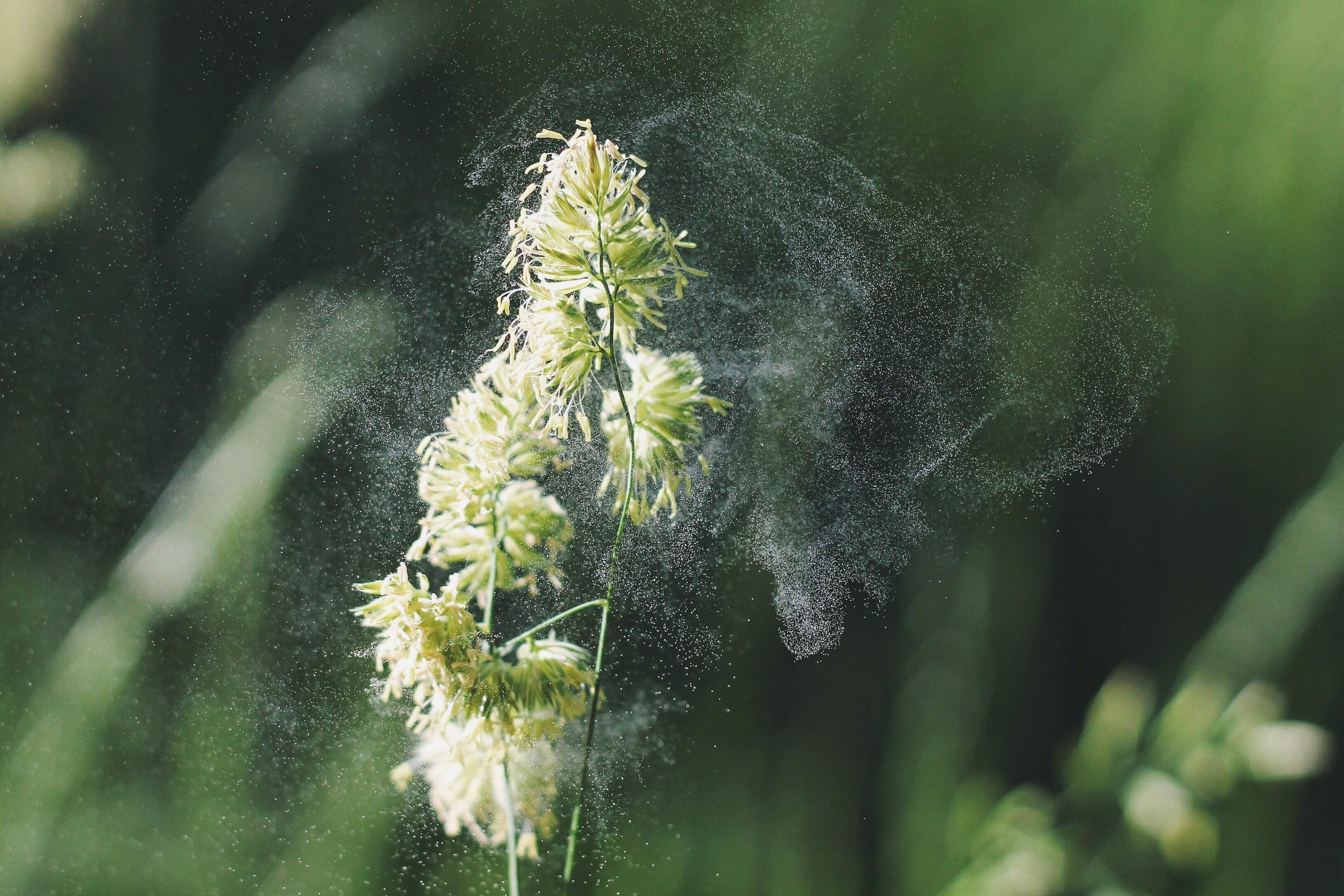
Grama de gato (Dactylis glomerata) espalhando pólen pelo vento

Cerca de 98% da polinização abiótica é anemofilia, ou seja, polinização pelo vento. Isso provavelmente surgiu da polinização de insetos (entomofilia), provavelmente devido a mudanças no ambiente ou à disponibilidade de polinizadores. A transferência de pólen é mais eficiente do que se pensava; as plantas polinizadas pelo vento desenvolveram-se para ter alturas específicas, além de posições florais, estames e estigmas específicos que promovem a dispersão e transferência efetiva do pólen.

#### Pela água
A polinização pela água, hidrofilia, usa a água para transportar o pólen, às vezes como anteras inteiras; estes podem viajar pela superfície da água para transportar o pólen seco de uma flor para outra. Em Vallisneria spiralis, uma flor masculina não aberta flutua na superfície da água e, ao atingir a superfície, se abre e as anteras férteis se projetam para frente. A flor feminina, também flutuante, tem seu estigma protegido da água, enquanto suas sépalas ficam levemente depressas na água, permitindo que as flores masculinas caiam.

#### Pela chuva
A polinização pela chuva é usada por uma pequena porcentagem de plantas. Chuvas fortes desencorajam a polinização por insetos e danificam flores desprotegidas, mas podem dispersar pólen de plantas adequadamente adaptadas, como Ranunculus flammula, Narthecium ossifragum e Caltha palustris. Nessas plantas, o excesso de chuva escoa, permitindo que o pólen flutuante entre em contato com o estigma. Em algumas orquídeas ocorre a ombrófilia, e os respingos de água da chuva fazem com que a tampa da antera seja removida, permitindo a exposição do pólen. Após a exposição, as gotas de chuva fazem com que o pólen seja atirado para cima, quando o estipe as puxa para trás, e então cai na cavidade do estigma. Assim, para a orquídea Acampe rigida, isso permite que a planta se autopolinize, o que é útil quando os polinizadores bióticos no ambiente diminuíram.

#### Outros métodos
É possível que uma planta tenha vários métodos de polinização, incluindo polinização biótica e abiótica. A orquídea Oeceoclades maculata usa chuva e borboletas, dependendo de suas condições ambientais.